# Raffo Rosso, Monte Cuccio e Vallone Sagana
Raffo Rosso, Monte Cuccio e Vallone Sagana este o arie protejată (arie specială de conservare — SAC, sit de importanță comunitară — SCI) din Italia întinsă pe o suprafață de 6.565 ha, din care 1 % marine.

## Localizare
Centrul sitului Raffo Rosso, Monte Cuccio e Vallone Sagana este situat la coordonatele 38°07′27″N 13°13′55″E / 38.124167°N 13.231944°E.

## Înființare
Situl Raffo Rosso, Monte Cuccio e Vallone Sagana a fost declarat sit de importanță comunitară în septembrie 1995 pentru a proteja 3 specii de plante și 14 specii de animale. Situl a fost protejat și ca arie specială de conservare în martie 2017.

## Biodiversitate
Situată în ecoregiunea mediteraneană, aria protejată conține 11 habitate naturale: Pseudostepă cu ierburi și specii anuale de Thero-Brachypodietea, Tufărișuri termo-mediteraneene și de pre-deșert, Păduri de Quercus ilex și Quercus rotundifolia, Pante stâncoase calcaroase cu vegetație casmofită, Faleze cu vegetație de Limonium spp. endemic de pe coastele mediteraneene, Peșteri inaccesibile publicului, Păduri de stejar alb estice, Recifuri, Grohotișuri termofile și vest-mediteraneene, Iazuri temporare mediteraneene, Galerii de Salix alba și de Populus alba.
La baza desemnării sitului se află mai multe specii protejate:
- plante (3): Dianthus rupicola, Leontodon siculus, Ophrys lunulata
- păsări (14): Alectoris graeca whitakeri, fâsă-de-câmp (Anthus campestris), ciocârlie-cu-degete-scurte (Calandrella brachydactyla), prepeliță (Coturnix coturnix), șoim călător (Falco peregrinus), vânturel de seară (Falco vespertinus), rândunică (Hirundo rustica), sfrâncioc cu cap roșu (Lanius senator), ciocârlie de pădure (Lullula arborea), prigoare (Merops apiaster), gaia neagră (Milvus migrans), mierlă de piatră (Monticola saxatilis), ciuf-pitic (Otus scops), viespar (Pernis apivorus)

Pe lângă speciile protejate, pe teritoriul sitului au mai fost identificate 87 de specii de plante, 3 specii de amfibieni, 4 specii de mamifere, 1 specie de nevertebrate, 3 specii de reptile.